# حسن حاتمی
حسن حاتمی (متولد ۱۳۱۴ در کازرون - درگذشته ۱۳۹۵)، شاعر، نویسنده و پژوهشگر ایرانی بود. شهرت او به دلیل پژوهش‌های ادبی و کتاب‌ها و اشعار ایشان می‌باشد . شعر «گنجشکک اشی مشی» از سروده‌های حسن حاتمی است.

## زندگی‌نامه
حسن حاتمی در سال ۱۳۱۴ در کازرون متولد شد. وی در سال ۱۳۴۸ در رشته زبان و ادبیات فارسی از دانشگاه اصفهان فارغ‌التحصیل شد.
فعالیت‌های فرهنگی حاتمی از سال ۱۳۳۴ آغاز شد. وی به عنوان دبیر در کازرون، ممسنی، شهرکرد و ازنا مشغول به کار بود که پس از انقلاب به اتهام عضویت در احزاب چپ پس از ۲۷ سال خدمت بدون حقوق اخراج شد.
او شعر معروف گنجشکک اشی مشی را سروده بود.
حسن حاتمی، صبح روز ۱۹ اردیبهشت ۱۳۹۵ درگذشت.

## آثار

### کتاب‌ها
- ۱۳۵۱ سرود مردی که به خلیج پیوست (مجموعه شعر)، تهران، چاپخش،(چاپ دوم، نشر تیراژه، ۱۳۶۵).
- ۱۳۵۷ دستور زبان فارسی، شیراز، کورش (چاپ دوم، ۱۳۷۸)
- ۱۳۷۷ بازیهای محلی کازرون، تهران، سروش
- ۱۳۷۸ محرم در کازرون، تهران، نشر روزگار
- ۱۳۸۰ کازرون، اداره‌کل میراث فرهنگی استان فارس (دو زبانه با عکس‌های علی‌رضا عباسی)
- ۱۳۸۲ ما بسیاریم، (مجموعه‌داستان)، تهران، کازرونیه و سازمان فرهنگی هنری شهرداری تهران
- ۱۳۸۵ باورها و رفتارها /گذشته در کازرون
- ۱۳۸۵ جغرافیای طبیعی کازرون
- ۱۳۸۷ هزار سال شعر کازرون

### آثار در دست انتشار
- مجموعه اشعار
- مجموعه داستانها
- مجموعه فیلمنامه‌ها
- مجموعه نقدها
- گویش کازرونی
- ساختار گویش کازرونی
- ضرب‌المثلهای کازرونی

### مقالات
(این فهرست مختصر تنها حاوی آثار منعکس شده در  فهرست مقالات فارسی، اثر استاد ایرج افشار، جلدهای اول تا ششم (تا سال ۱۳۷۵) است.)
- - «ترانه ها و مثلهای محلی [کازرون و شیراز]»، گلهای رنگارنگ، ش۱۱:۱۵۱-۱۵۰٫
- ۱۳۳۷ - «بازیهای محلی کازرون»، پیام نوین، ج۱، ش۱: ۱۹-۱۶، و ش۱۱/۱۲: ۷۸-۷۶٫
- ۱۳۳۸ - «بازیهای محلی کازرون»، پیام نوین، ج۲، ش۱: ۲۱-۱۹ و ش۲: ۴۵ـ۴۴، و ش۸: ۳۸ـ۳۶، و ش۴: ۲۹-۲۷، و ش۶: ۲۷-۲۵ و ش۱۰: ۱۳-۱۱٫
- ۱۳۳۹ - «روباه و افسانه های محلی کازرون»، پیام نوین، ج۳(۱۳۳۹ـ ۱۳۴۰)، ش۴: ۵۶-۵۵٫
- ۱۳۴۰ - «چند روایت کازرونی از ترانه دویدم و دویدم» کتاب هفته، ش۸: ۱۴۵-۱۴۴٫
- ۱۳۴۱ - «افسانه روباه و سگ در ضرب المثلهای کازرون»، کتاب هفته، ش ۳۸: ۱۸۲٫
- ۱۳۴۶ - «گلابارون، دعای باران در کازرون». پیام نوین، ج۷، ش۳،: ۷۲ـ ۷۳و کلک. ش۲۹(مرداد۱۳۷۱): ۱۹۷ـ ۲۰۲٫ و نامواره دکتر محمود افشار، ۹(۱۳۷۵): ۵۱۸۳ ـ ۵۱۹۰٫
- ۱۳۶۵ - کتابة تازه‌یاب خط پهلوی در کازرون. آینده. ۱۲(۱۳۶۵): ۷۶۱ و ۷۴۷ و ۱۴(۱۳۶۷): ۶۸۴ ـ ۶۸۵٫
- ۱۳۶۶ - بهمنجه، آش هودرده و ناناکوسا و سنتهای مشابه در ژاپون. آینده. ۱(۱۳۶۶): ۴۷۹ ـ ۴۸۱٫
- ۱۳۶۸ - هشتم‌هشتم. آینده. ۱۵(۱۳۶۸): ۵۴۸ـ ۵۵۰٫
- ۱۳۷۰ - «کورک(کبرک)»، آینده، ۱۷(۱۳۷۰): ۱۳۷- ۱۳۵٫
- ۱۳۷۲ -  سه سنگ بازیافته در کازرون. آینده. ۱۹(۱۳۷۲): ۲۱۴ و ۲۲۲٫
- ۱۳۷۵ - اسکندر گجسته و مردم کازرون. چیستا. ۱۰(۱ـ۱۳۷۰): ۱۱۵۳ـ ۱۱۵۴٫
- ۱۳۷۵ - در باره ترجمة یک سنگ‌نبشته] پهلوی، به قلم احمد تفضّلی [کلک، ش ۸۰ـ ۸۳(بهمن): ۵۴۷ـ۵۵۰٫
- ۱۳۷۶ - سنگ تازه‌یاب و ناشناخته]در کازرون[. کلک. ش۸۹ـ ۹۳(آذر): ۲۶۰٫
- ۱۳۷۶ - «دوبیتی‌های کازرونی»، مجله شعر، ش۲۱(ویژه‌نامه بومی‌سرود)، بهار ۱۳۷۶

### نقد کتاب‌ها
- ۱۳۷۶ - نامه‌های لندن از تقی‌زاده، گردآوری ایرج افشار. کلک. ش ۸۹ـ۹۳(آذر۱۳۷۶): ۴۱۹ـ ۴۲۳٫
- ۱۳۶۹ - چشمه روشن از غلامحسین یوسفی . کلک. ش ۸(۱۳۶۹): ۱۴۳ ـ ۱۴۵٫
- ۱۳۶۹ - رودکی و منوچهری از اسماعیل حاکمی والا . کلک. ش۲: ۱۰۱ـ ۱۰۶٫